# Courtney Cummz
Courtney Cummz, née le 4 décembre 1981 à Shepherdstown, en Virginie-Occidentale (États-Unis), est une actrice et réalisatrice de films pornographiques américaine.

## Biographie
Courtney Cummz a commencé par travailler dans un restaurant rapide « Applebee's » en Virginie-Occidentale. Elle a ensuite étudié en Floride et travaillé comme serveuse dans un club de nudiste. Ses études portaient sur « la Mode et le Marketing », mais Courtney ne finit pas sa dernière année pour avoir son diplôme.
La Floride a été frappée par des ouragans et l'État connaît des problèmes d'emploi, alors elle décide de travailler dans la pornographie.
Elle a trouvé son pseudonyme par ses amis qui l'appelaient « CC » et elle aimait bien le prénom « Courtney ». Pour le nom de famille, un de ses amis lui suggéré « Cums » (littéralement « Jouit ») parce qu'elle se masturbait fréquemment, son nom est devenue « Cummz ».
Dès le début, Courtney Cummz faisait trente scènes par mois et impliquant presque toutes la sodomie. Un jour, elle rencontre Joey Silvera qui lui élargit ses horizons sexuellement comme jouer avec les pieds ou se servir d'un gode ceinture avec les hommes.
Lors d'un Noël où elle ne pouvait pas rejoindre sa famille pour les fêtes, ses parents, conscients de sa profession, lui envoient comme cadeau de Noël « une panoplie de dominatrice » avec un petit mot signé « Maman et papa qui t'aiment ».
En octobre 2005, Cummz signe un contrat avec le studio « Zero Tolerance », c'était leur premier contrat avec une fille.
En 2006, Courtney Cummz réalise son premier film, Face Invaders, avec la star Eva Angelina.
Elle fait aussi un show sur KSEXradio.

## Récompenses
- 2007 : F.A.M.E. Awards - « Favorite Anal Starlet »
- 2007 : Adultcon Award - « Best Actress for Self-Pleasure Performance »
- 2007 : Adam Film World – « Best Interactive Sex Movie for Interactive Sex With Courtney Cummz »
- 2006 : « Hottest Girl in Porn[5] »
- 2006 : Temptation Awards – « Performer of the Year »
- 2006 : Adam Film World – « Female Performer of the Year[6] »
- 2005 : Golden Gape Awards – « Female Performer of the Year[7] »

### Filmographie sélective
2006 : The Unit épisode : « Inside Out » (non crédité)
Film pornographique
- 2005 : Grand Theft Anal 8
- 2005 : Crack Addict 4
- 2006 : Girlvana 2
- 2006 : Finger Licking Good 3
- 2007 : DreamGirlz
- 2007 : Pussy Cats 1
- 2008 : Pussy Cats 3
- 2008 : Jenna vs. Courtney
- 2009 : Interracial Cheerleader Orgy
- 2009 : Girlvana 5
- 2010 : Girls Will Be Girls 6
- 2010 : Busty Athletics
- 2011 : Lesbian Lust 4
- 2011 : Femdom Ass Worship 7
- 2012 : Milf Seductions 1
- 2012 : Inside Her Ass 1
- 2013 : Courtney Cummz: Slit Lickin' Slutz
- 2013 : Courtney Cummz: Nothing But Pussy
- 2013 : Best of Girlvana
- 2014 : Cheer Squad Sleepovers 5
- 2014 : Molly's Life 22
- 2015 : Analconda
- 2016 : Breanne Benson Toy-fucked by Courtney Cummz
- 2017 : Interracial Lesbians

### En tant que réalisatrice
- Face Invaders (2006)
- Courtney's Pussycats (2007)
- Whack Jobs (2007)
- Face Invaders 2 (2007)
- Courtney's Pussycats 2 (2007)
- Whack Jobs 2 (2007)